# Cespitularia mollis
Cespitularia mollis är en korallart som först beskrevs av Lars Zakarias Brundin 1896.  Cespitularia mollis ingår i släktet Cespitularia och familjen Xeniidae. Inga underarter finns listade i Catalogue of Life.